# Hrîhorivka, Bârzula
Hrîhorivka (în ucraineană Григорівка) este un sat în comuna Valea Hoțului din raionul Bârzula, regiunea Odesa, Ucraina.

## Demografie
Componența lingvistică a localității Hrîhorivka
     Ucraineană (83,88%)
     Română (9,82%)
     Bulgară (2,02%)
     Rusă (2,02%)
     Alte limbi (0,76%)
Conform recensământului din 2001, majoritatea populației localității Hrîhorivka era vorbitoare de ucraineană (83,88%), existând în minoritate și vorbitori de română (9,82%), rusă (2,02%) și bulgară (2,02%).